# موسوعة اللغة والأدب الفارسي
موسوعة اللغة الفارسية وآدابها (الفارسية: دانشنامه زبان و ادب فارسی) هي موسوعة باللغة الفارسية، نُشرت في طهران، في إيران.
نُشرَت الموسوعة في 12 مجلدًا.

## روابط خارجية
- موسوعة اللغة والأدب الفارسي